# Karl-Heinz Jonas
Karl-Heinz Jonas (* 10. April 1956) ist ein  deutscher ehemaliger Fußballspieler.

## Sportlicher Werdegang
Jonas rückte als Teenager Mitte der 1970er Jahre in den Kader der Wettkampfmannschaft des 1. FC Mülheim-Styrum und qualifizierte sich 1974 mit dem Klub über die Fünfjahreswertung für die Nordstaffel der neu geschaffenen 2. Bundesliga, da nach dem Aufstieg von Tennis Borussia Berlin in die Bundesliga der Berliner Vertreter Blau-Weiß 90 Berlin verzichtete und der Klub somit nachrückte. Unter den Trainern Horst Witzler und dessen Nachfolger Richard Winking schwankte er im Verlauf der Spielzeit 1974/75 zwischen Startelf und Ersatzbank, mit insgesamt 24 Saisoneinsätzen und drei dabei erzielten Treffern war der Mittelfeldspieler am Klassenerhalt auf dem elften Tabellenplatz beteiligt. Auch in der folgenden Saison war er weitgehend Ergänzungsspieler, erst unter Cheftrainer Josef Gesell kam er im letzten Saisondrittel regelmäßig zum Einsatz. Trotz fünf Siegen in den letzten sieben Saisonspielen verpasste er mit der Mannschaft um Torwart Friedel Schüller, Norbert Eilenfeldt, Reiner Greiffendorf, Klaus-Dieter Mackowiak, Holger Osieck, Alfons Sikora und Herbert Stoffmehl am Saisonende den Klassenerhalt.
Jonas blieb der Zweitklassigkeit erhalten und wechselte nach bis dato 46 Spielen in der zweiten Bundesliga, in denen er neun Tore erzielt hatte, innerhalb der Nordstaffel zum Vorjahresaufsteiger SG Union Solingen. Unter Norbert Wagner kam er zu neun Einsätzen an den ersten 14 Spieltagen der Spielzeit 1976/77 und stand dabei meistens in der Startelf, anschließend rückte er jedoch ins zweite Glied und kam unter Wagners Nachfolger Hermann Eppenhoff nur noch sporadisch zum Einsatz. Das gleiche Bild ergab sich ab Sommer 1977 unter Neutrainer Horst Franz, insbesondere in Folge einer längeren Sperre nach einer Roten Karte im fünften Saisonspiel gegen Tennis Borussia Berlin. Erst nach seinem Treffer zum zwischenzeitlichen 2:2 beim 5:2-Heimerfolg gegen die SG Wattenscheid 09 im April 1978 konnte er sich in der Folge zeitweise in der Stammformation etablieren und gehörte auch in der Spielzeit 1978/79 mit 23 Saisonspielen und vier Saisontreffern zum erweiterten Stammspielerkreis. Dennoch verließ er anschließend im Sommer 1979 den Klub nach 52 Zweitligaspielen in drei Spielzeiten und dabei erzielten fünf Toren mit unbekanntem Ziel.